# Großenseebach
Großenseebach è un comune tedesco di 2 384 abitanti, situato nel land della Baviera.